# Castillo de Bled
El castillo de Bled (esloveno: Blejski grad) es un castillo construido sobre la cima de un acantilado de 130 metros de altura, dominando la vista del lago Bled, ubicado en la ciudad de Bled, Eslovenia. Es una de las atracciones turísticas más visitadas de Eslovenia, superada únicamente por las cuevas de Postojna.

## Historia
El castillo fue mencionado por primera vez el 22 de mayo de 1011, en la escritura de donación emitido por el emperador Enrique II en favor de los obispos de Brixen. Al estar situado en la Marca de Carniola, pasó a manos de la Casa de Habsburgo en 1278.
La parte más antigua del castillo es la torre románica. En la Edad Media, más torres se construyeron y las fortificaciones se han mejorado. Otros edificios fueron construidos en el estilo renacentista. Los edificios se organizan en torno a dos patios, que están conectados con una escalera. Hay una capilla en el patio superior, que fue construido en el siglo XVI y renovado en torno a los 1700, cuando también fue pintado con frescos ilusionistas. El castillo también cuenta con un puente levadizo sobre un foso.

## Imágenes

Castillo de Bled
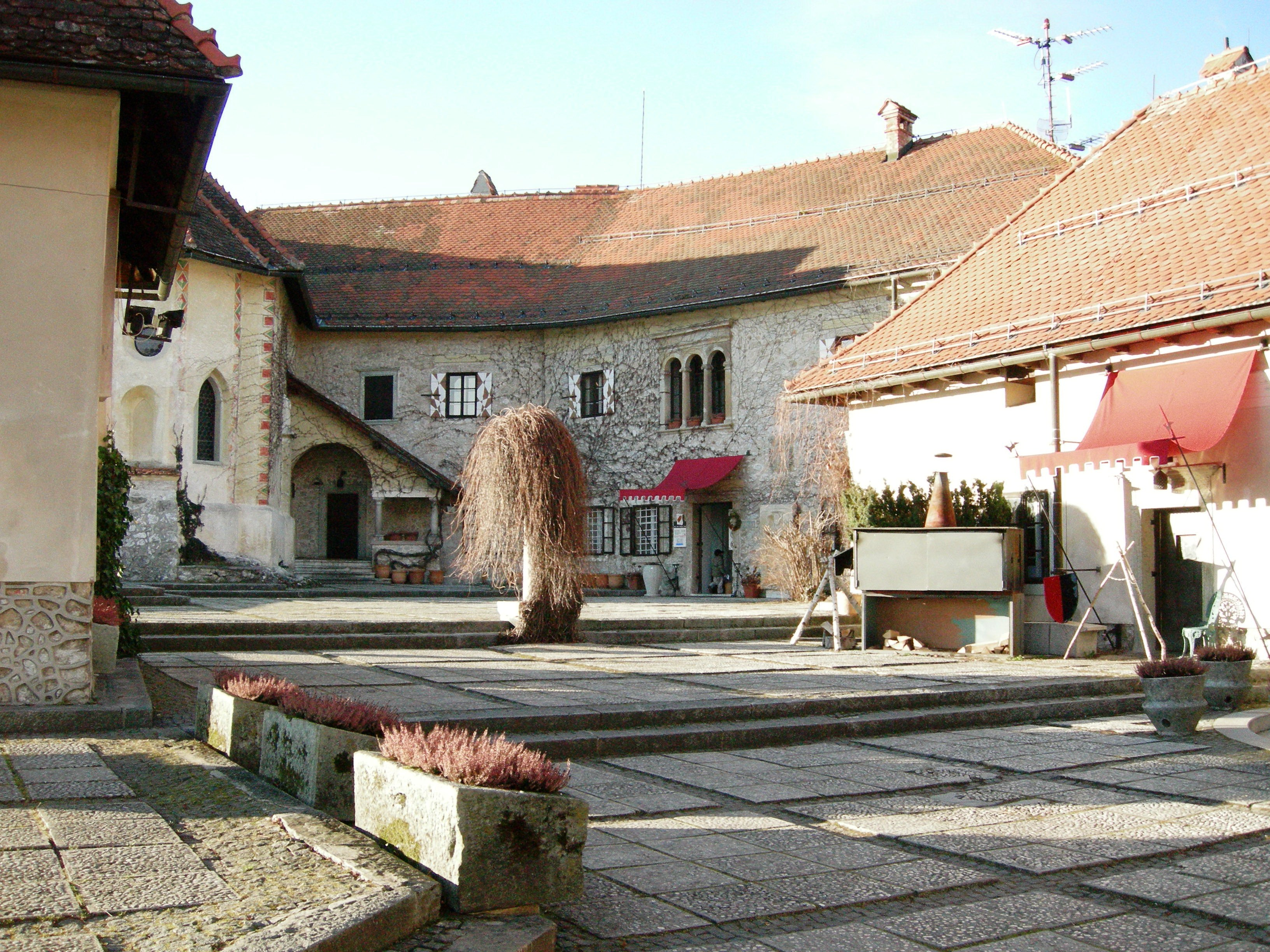
Patio superior, la residencia y la capilla gótica del castillo
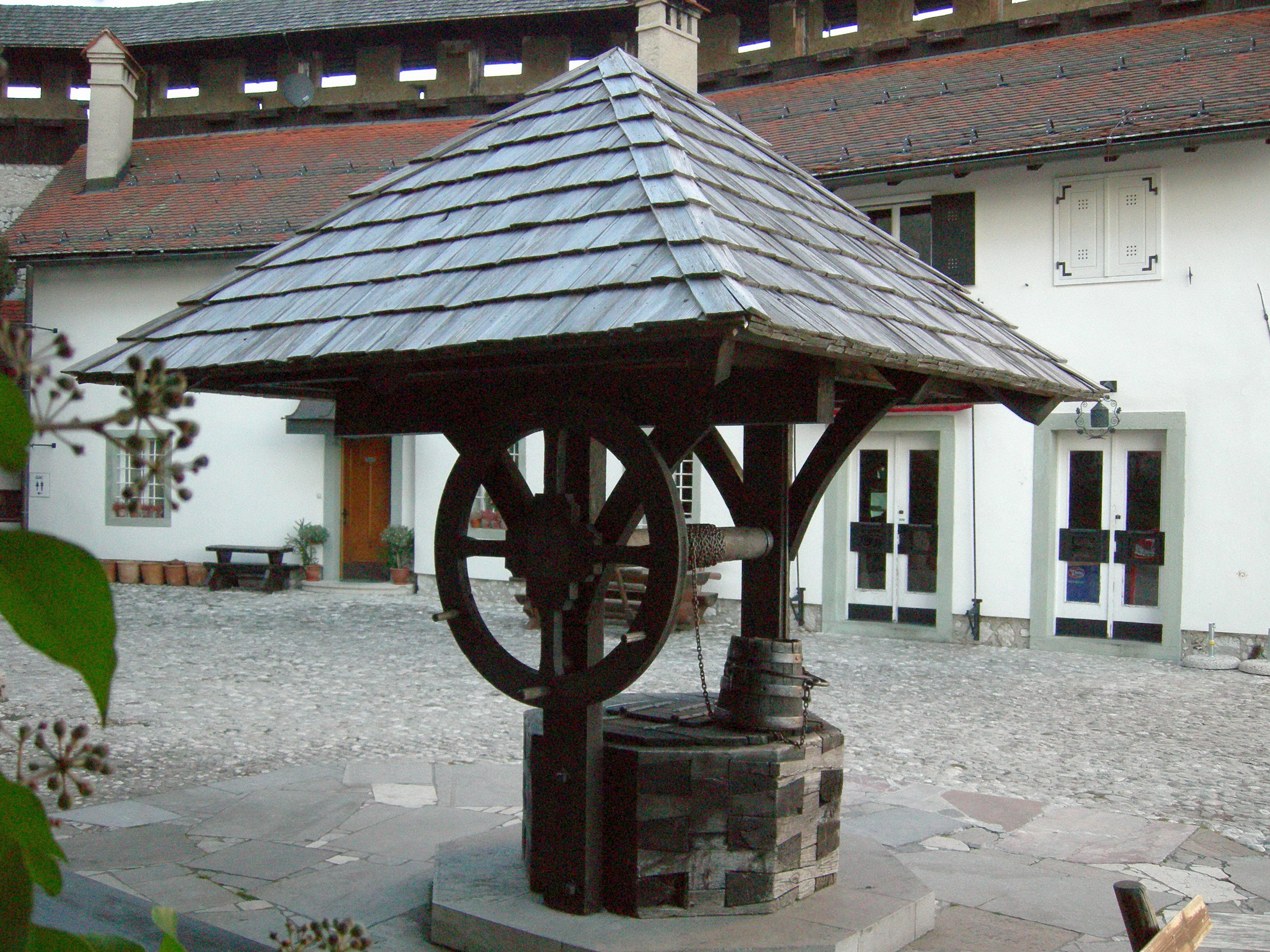
Patio inferior con edificios adyacentes
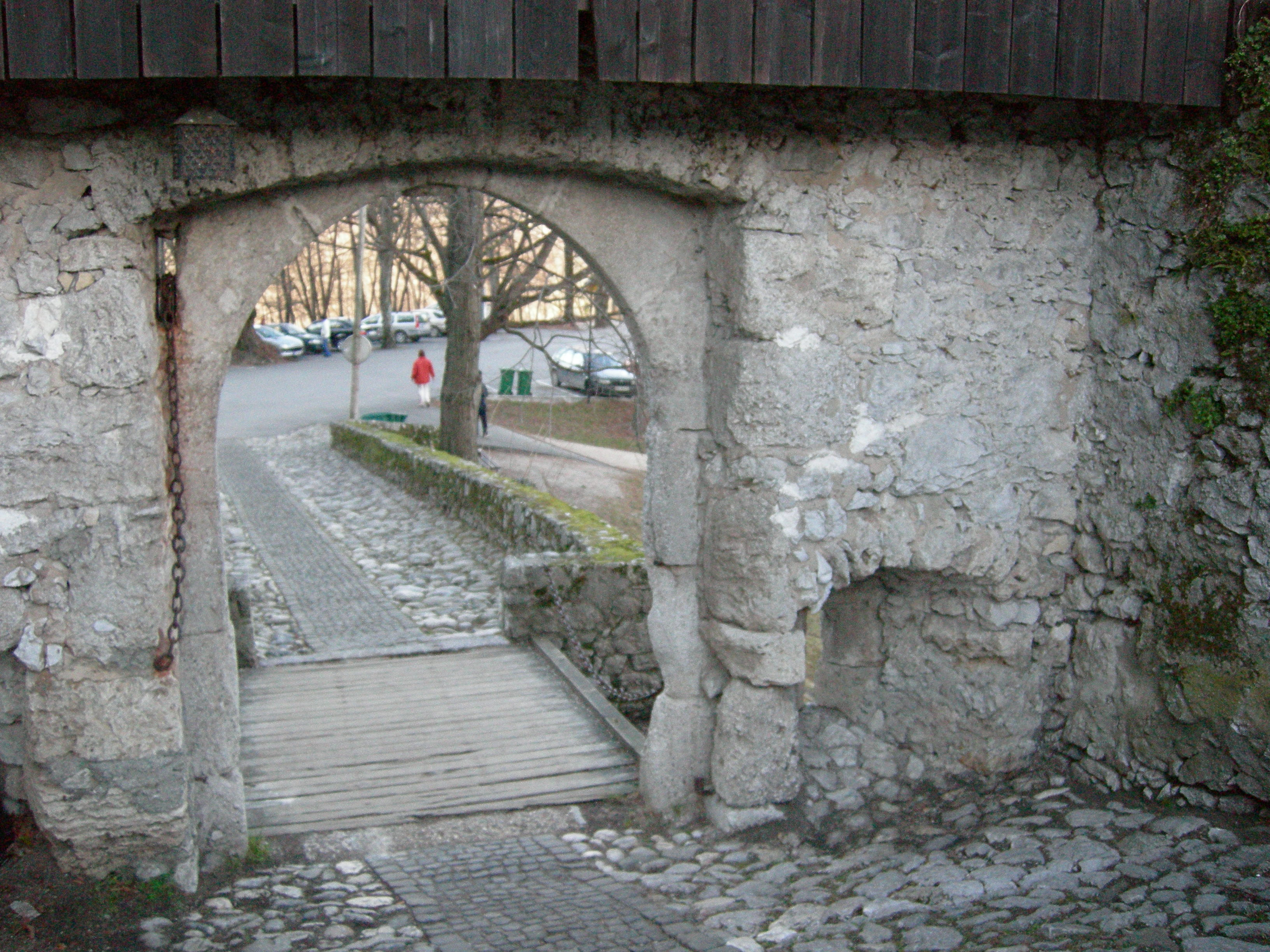
Entrada al castillo
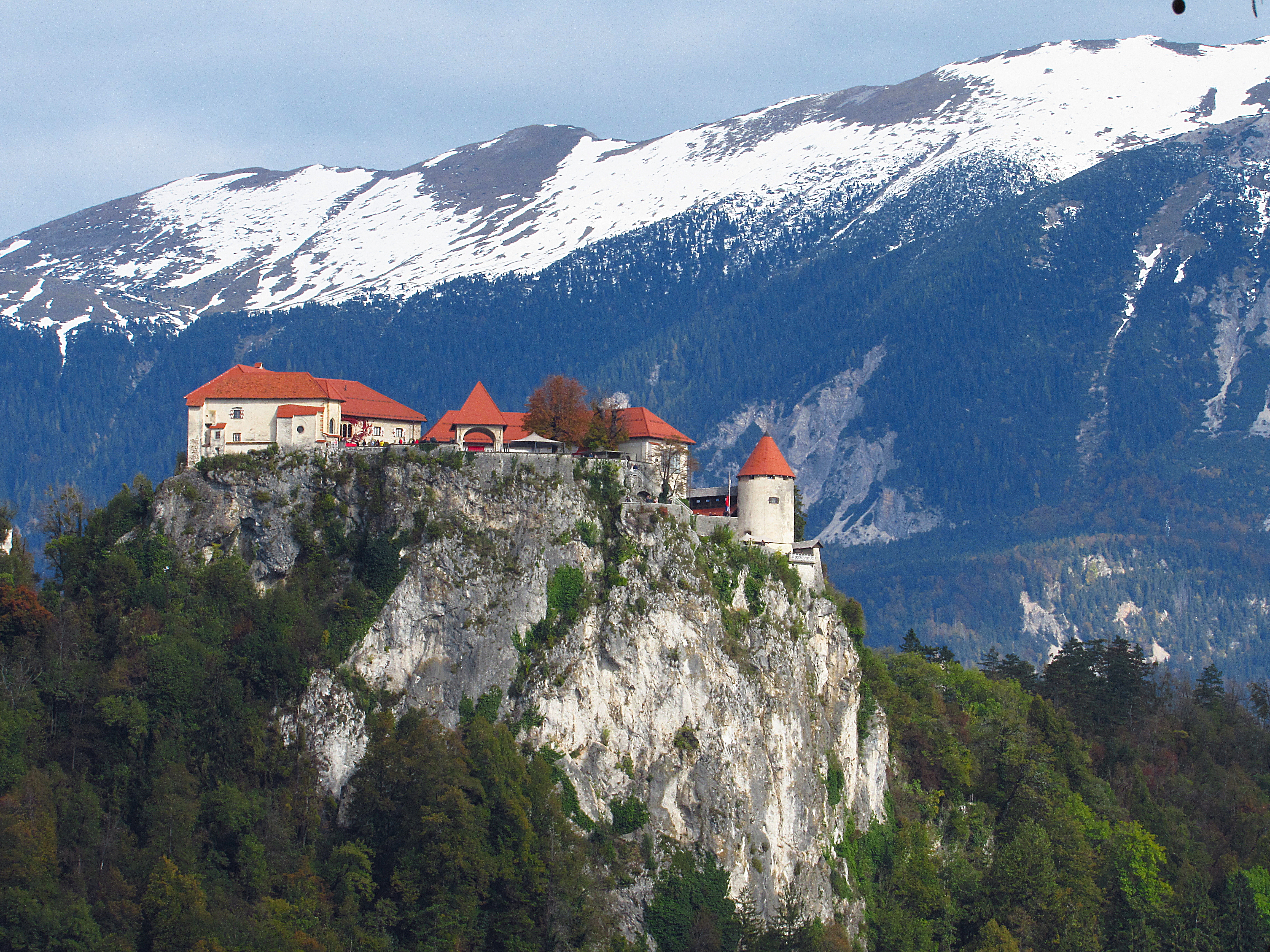
Castillo de Bled
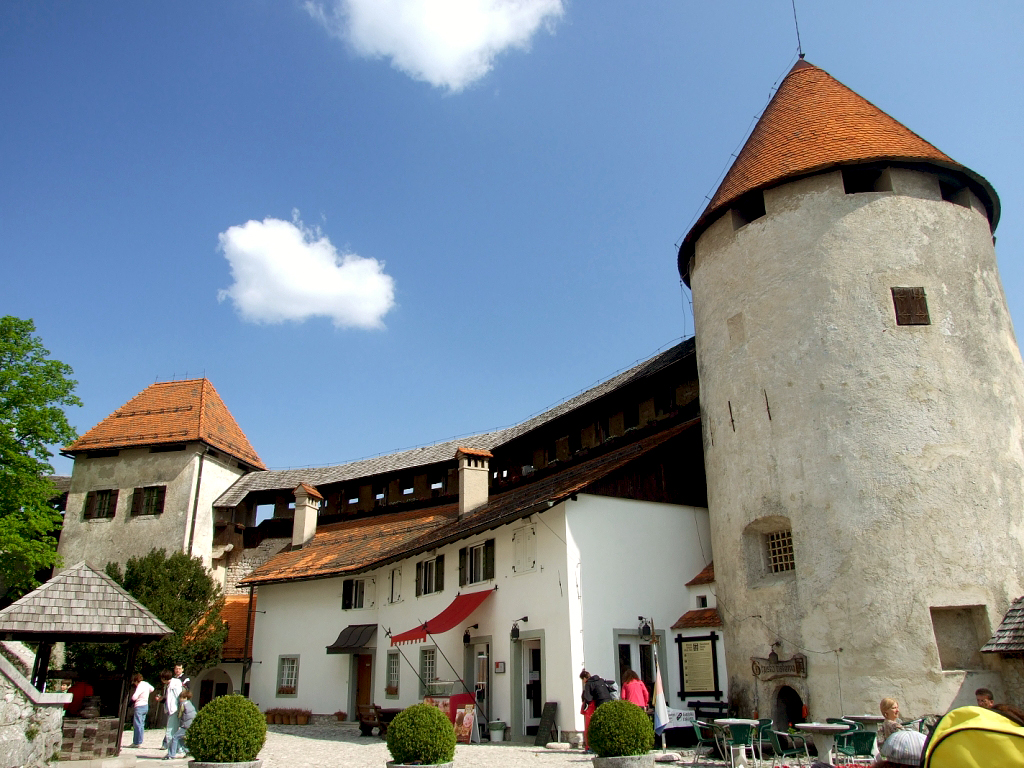
Edificios alrededor del patio inferior
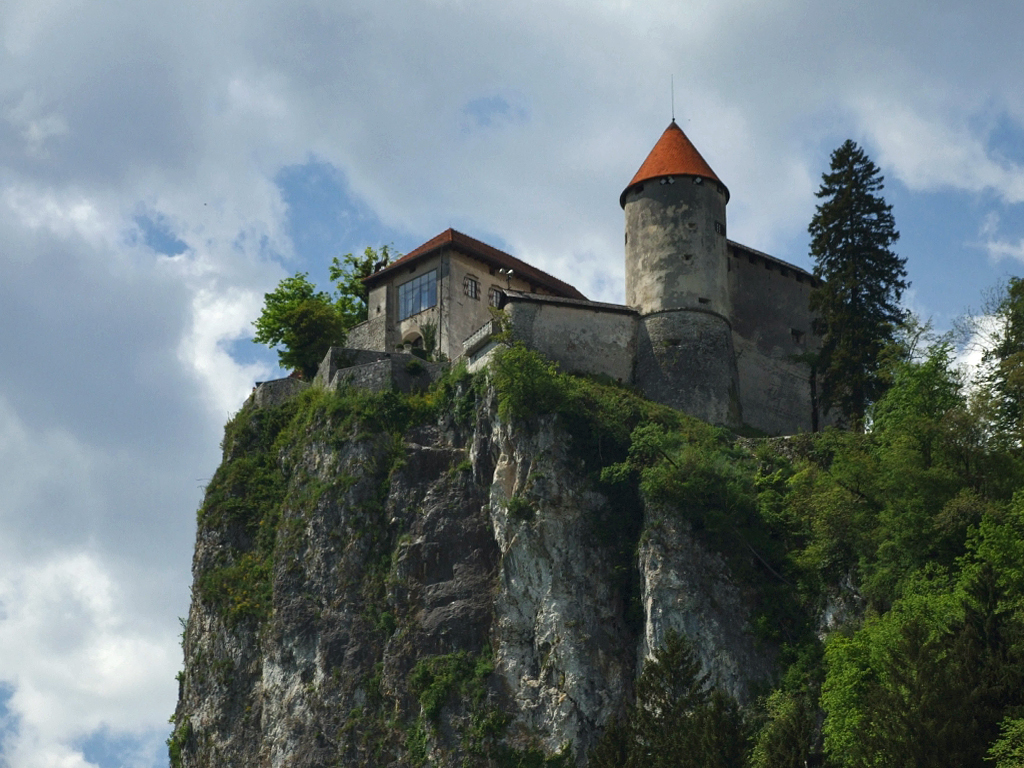
Vista desde abajo